# بيل هاوس
بيل هاوس (بالإنجليزية: Bill Hawes)‏ هو لاعب كرة قاعدة أمريكي، ولد في 17 نوفمبر 1853 في ناشوا في الولايات المتحدة، وتوفي في 16 يونيو 1940 في لوويل في الولايات المتحدة.

## وصلات خارجية
- بيل هاوس على موقع جمعية أبحاث البيسبول الأمريكية (الإنجليزية)